# Kodaikanal
Kodaikanal là một thành phố và khu đô thị của quận Dindigul thuộc bang Tamil Nadu, Ấn Độ.

## Địa lý
Kodaikanal có vị trí 10°14′B 77°29′Đ / 10,23°B 77,48°Đ Nó có độ cao trung bình là 1967 mét (6453 feet).

## Nhân khẩu
Theo điều tra dân số năm 2001 của Ấn Độ, Kodaikanal có dân số 32.931 người. Phái nam chiếm 51% tổng số dân và phái nữ chiếm 49%. Kodaikanal có tỷ lệ 78% biết đọc biết viết, cao hơn tỷ lệ trung bình toàn quốc là 59,5%: tỷ lệ cho phái nam là 82%, và tỷ lệ cho phái nữ là 73%. Tại Kodaikanal, 11% dân số nhỏ hơn 6 tuổi.